# Бомбијана (Болоња)
Бомбијана је насеље у Италији у округу Болоња, региону Емилија-Ромања.
Према процени из 2011. у насељу је живело 118 становника. Насеље се налази на надморској висини од 796 м.